# The Infinity Gauntlet
The Infinity Gauntlet (título no Brasil: Desafio Infinito) é uma história em quadrinhos americana publicada pela Marvel Comics. Além de uma série limitada de seis edições de mesmo nome escrita por Jim Starlin e desenhada por George Pérez e Ron Lim, capítulos crossover apareceram em quadrinhos relacionados. Desde sua serialização inicial de julho a dezembro de 1991, a série foi reimpressa em vários formatos e edições.
Os eventos da série são conduzidos por Thanos, um personagem niilista criado por Starlin para a Marvel em 1973. Quando Starlin começou a escrever Silver Surfer em 1990, ele e Lim começaram uma nova trama com Thanos que desenvolveu mais de dezesseis edições mensais e uma série spin-off limitada antes de concluir em The Infinity Gauntlet. Pérez foi convocado para desenhar The Infinity Gauntlet porque tinha mais reconhecimento de nome entre os fãs e porque Lim já tinha uma agenda cheia. No entanto, após completar três edições e parte da quarta, sua agenda lotada e a insatisfação com a história o levaram a ser substituído por Lim.
No início de The Infinity Gauntlet, o personagem Thanos coletou todas as seis Joias do Infinito e as colocou em sua manopla. Com seu poder combinado, ele se torna onipotente e se propõe a ganhar a afeição da Senhora Morte, a personificação viva da morte no Universo Marvel. Quando Thanos usa seus poderes para dizimar instantaneamente metade de toda a vida no universo, Adam Warlock lidera os heróis restantes da Terra contra ele. Após a Manopla do Infinito ser roubada pela neta de Thanos, Nebulosa, Thanos ajuda os heróis restantes a derrotá-la. Warlock finalmente obtém a Manopla do Infinito e usa seu poder para desfazer tudo que ela havia feito.
A série foi campeã de vendas da Marvel durante a publicação e foi seguida por duas sequências imediatas, The Infinity War (1992) e The Infinity Crusade (1993). Os eventos da história continuaram a ser referenciados em outros quadrinhos da Marvel por décadas. The Infinity Gauntlet permaneceu popular entre os fãs, garantindo várias edições de reimpressão e mercadorias, com seus temas e elementos do enredo adaptados para jogos eletrônicos, desenhos animados e filmes.

## Histórico da publicação

### Antecedentes
Jim Starlin apresentou pela primeira vez Thanos, o antagonista da história, em Iron Man #55 de fevereiro de 1973. Depois de fornecer a arte de Captain Marvel #24-25 (janeiro de 1973 e março de 1973), Starlin co-escreveu #26 (maio de 1973) com Mike Friedrich, que apresentou Thanos (embora como uma sombra) em uma capa da Marvel pela primeira vez e marcou o início do que foi cunhado a "Primeira Guerra de Thanos". Depois de colaborar com Friedrich para #27-28 (julho e setembro de 1973), ele assumiu as funções de redator exclusivo para o restante da extensa saga cósmica de #29-33 (novembro de 1973 - julho de 1974). Starlin completou uma edição final — #34 (setembro de 1974), preparando o terreno para a eventual morte do herói Mar-Vell — antes de deixar o título.
Em 1975, Starlin começou a escrever e ilustrar Strange Tales, onde fez mudanças significativas em Adam Warlock e desenvolveu o conceito das Joias do Infinito. Ele reintroduziu Thanos primeiro como aliado de Warlock, depois como seu oponente em um enredo conhecido como a "Segunda Guerra de Thanos" que durou até 1977. Por causa de suas datas de publicação próximas, as duas Guerras de Thanos às vezes são consideradas como um enredo. Ambas são consideradas histórias "cósmicas" e levaram Starlin a ser conhecido como um escritor "cósmico".
Starlin abandonou seu trabalho regular para a Marvel após concluir a Segunda Guerra de Thanos, mas ocasionalmente retornava para projetos curtos como a história em quadrinhos The Death of Captain Marvel e trabalhos de propriedade do criador, como Dreadstar com tema cósmico durante os anos 1980. Ele também fez trabalhos de alto nível para a DC Comics, como Batman e Cosmic Odyssey. Em uma entrevista de 1990, Starlin descreveu a si mesmo como o único escritor que teve permissão para "brincar" com Thanos, embora outros escritores tenham escrito alguns capítulos relacionados à Primeira Guerra de Thanos.
George Pérez é um artista popular conhecido por desenhar quadrinhos com grandes elencos. Ele ganhou destaque na década de 1970 enquanto trabalhava em The Avengers da Marvel antes de deixar a empresa para trabalhar para a DC em quadrinhos como New Teen Titans, Crisis on Infinite Earths e Wonder Woman. Em 1984, Pérez firmou contrato de exclusividade com a DC.